# Xương Cát (thành phố cấp huyện)
Thành phố Xương Cát (tiếng Trung: 昌吉市; bính âm: Chāngjí Shì; Uyghur:  سانجى شەھىرى ‎, ULY:  Sanji Xəh̡iri, UPNY:  Sanji Shehiri? là một thành phố thủ phủ của Châu tự trị dân tộc Hồi Xương Cát, khu tự trị Tân Cương, Trung Quốc. Khu vực xung quanh thành phố có một ngành nông nghiệp phát triển.

### Nhai đạo
| - Diên An Bắc Lộ (延安北路街道) - Bắc Kinh Nam Lộ (北京南路街道) - Lục Châu Lộ (绿洲路街道) | - Trung Sơn Lộ (中山路街道) - Ninh Biên Lộ (宁边路街道) - Kiến Quốc Lộ (建国路街道) |

### Trấn
| - Lưu Hoàng Câu (硫磺沟镇) - Tam Công (三工镇) - Du Thụ Câu (榆树沟镇) | - Lục Công (六工镇) - Nhị Lục Công (二六工镇) - Đại Tây Cừ (大西渠镇) |

### Hương
- Điền Bá (佃坝乡)
- Tân Hồ (滨湖乡)
- Miếu Nhĩ Câu (庙尔沟乡)

### Hương tự trị
- Hương dân tộc Kazakh - A Thập Lý (阿什里哈萨克族乡)